# Gertrude Ansell

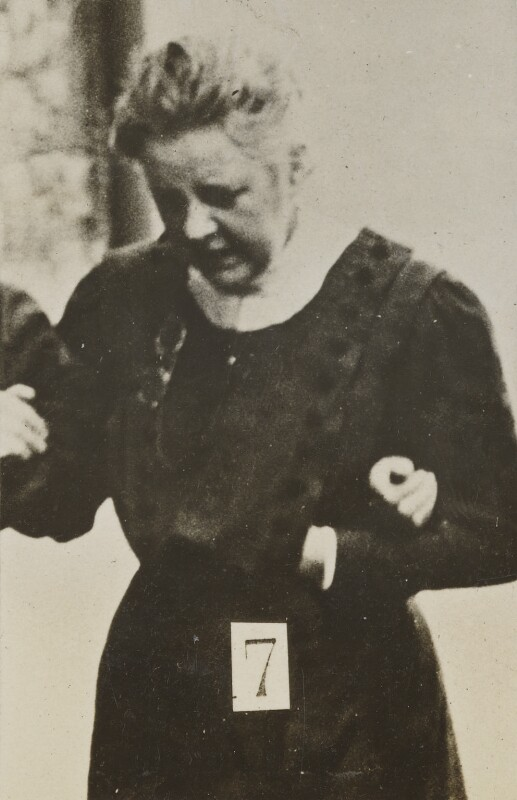
Gertrude Ansell, vor 1914

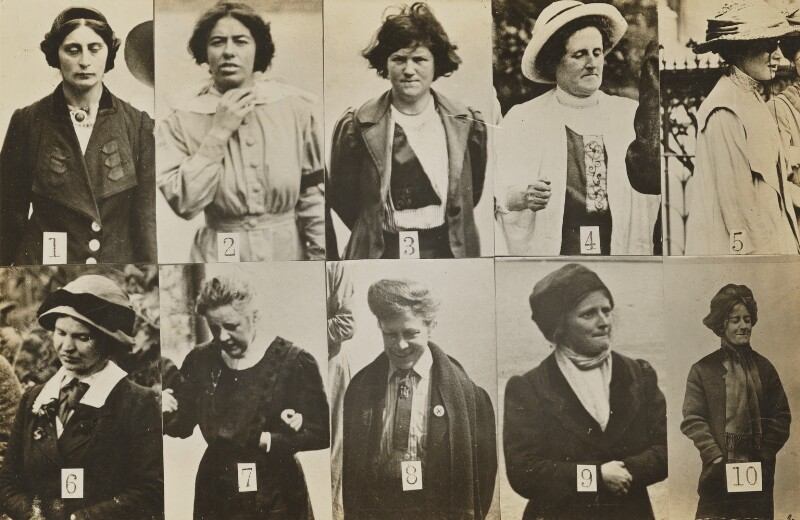
Erkennungsblatt mit zu überwachenden Suffragetten, 1914

Gertrude Mary Ansell (* 2. Juni 1861 in Bloomsbury, London; † 7. März 1932 in Saffron Walden, Essex) war eine englisch-britische Suffragette und Tierwohlaktivistin.

## Leben
Ansell war das dritte Kind und die einzige Tochter des Metallurgen George Frederick Ansell (1826–1880) und seiner Frau Sarah (geborene Cook). Ihr Vater war 1856 als Beamter in die Royal Mint berufen worden, um Verschwendung und Misswirtschaft zu beseitigen, musste aber 1868 seinen Posten aufgeben. Er starb 1880 und hinterließ seiner Familie nur wenig. 1881 arbeitete Gertrude Ansell in einem Telefonbüro. Bis 1900 hatte sie sich als „Typewriter“ selbstständig gemacht.
Ansells Denken war geprägt von den Themen Wohlergehen von Tieren und Gleichberechtigung der Frau. Im Jahr 1909 wurde sie ehrenamtliche Schatzmeisterin der Animal Defence and Anti-Vivisection Society und war in dem Jahr eine der Organisatorinnen des International Anti-Vivisection and Animal Protection Congress.
Sie war der Ansicht, dass die wirtschaftliche Lage der Frauen ohne politische Freiheit niemals zufriedenstellend sein würde, und trat im Dezember 1906 der Women’s Social and Political Union (WSPU) bei. Ansell nahm am sogenannten Mud March zum Hyde Park am 9. Februar 1907 teil. Am 13. Oktober 1908 wurde sie verhaftet, nachdem sie an einem Zug der WSPU auf das Unterhaus teilgenommen hatte, und zu einem Monat Haft im Holloway Prison verurteilt.
In den nächsten fünf Jahren nahm Ansell an allen großen WSPU-Aktionen teil, aber sie hatte sich einer ihrer Tierschutzorganisationen gegenüber verpflichtet, sich nicht an militanten Aktivitäten zu beteiligen. Sie setzte sich für die Dogs Exemption Bill (Tierversuche mit Hunden) und die Plumage Bill (Import von Vogelfedern für Frauenhüte) ein, aber als diese 1913 vom Unterhaus abgelehnt wurden, kehrte sie zu militanten WSPU-Aktionen zurück. Am 31. Juli zerschlug sie ein Fenster des Innenministeriums und wurde zu einem Monat Haft verurteilt. Sie trat in einen Hungerstreik und wurde nach dem sogenannten Cat-and-Mouse-Act freigelassen. Am 30. Oktober wurde sie an der U-Bahn-Station Holborn erneut verhaftet, als sie die WSPU-Zeitung The Suffragette verkaufte. In der Folgezeit trat sie in den Hungerstreik, wurde freigelassen, erneut festgenommen und inhaftiert, bis es ihr gelang, der Polizei zu entkommen.
Ansell wurde im Gefängnis heimlich fotografiert. Die Bilder wurden heimlich aufgenommen, weil die Suffragetten bei herkömmlichen Fahndungsfotos ihre Gesichter verzerrten. Ihr Foto wurde mit anderen zu einer Seite zusammengefügt, die Polizisten gezeigt werden konnte, um der Brandstiftung oder des Vandalismus verdächtige Frauen zu identifizieren. Sie war die Nummer 7 auf dem ersten von zwei Blättern, auf dem auch Margot Schenke (1), Olive Hockin (2), Margaret Macfarlane (3), Mary Wyan (Mary Ellen Taylor) (4), Annie Bell (5), Jane Short (6), Maud Mary Brindley (8), Verity Oates (9) und Evelyn Manesta (10) abgebildet waren. Diese Erkennungsblätter wurden 1914 in Umlauf gebracht.
Am 12. Mai 1914 schlug sie mit einer Axt  auf Hubert von Herkomers heute verschollenes Porträt des Herzogs von Wellington in der Royal Academy of Arts ein und richtete dabei einen Schaden im Wert von 15 Pfund an. Bei ihrer Verhaftung soll sie gesagt haben: „Ich habe meine Pflicht getan, und ich wünschte, jede andere Frau würde dasselbe tun.“ Sie wurde zu sechs Monaten Haft verurteilt, aber diesmal wurde sie nicht freigelassen, und, weil sie ihren Hunger- und Durststreik fortsetzte, wurde sie zwangsernährt.
Am 10. August 1914 wurde sie schließlich im Rahmen der Amnestie für gefangene Suffragetten bei Ausbruch des Ersten Weltkriegs freigelassen. Sie war 236 Mal zwangsernährt worden.
Ansell erhielt wie andere von der WSPU die sogenannte „Hungerstreik-Medaille“ For Valour.
Einer ihrer Brüder war der Rechtsanwalt John Evelyn Ansell, der später eine ausführliche Geschichte des Familiennamens veröffentlichte. Seinen Kindern hinterließ Ansell ihr kleines Vermögen. Sie starb 1932 im General Hospital in Saffron Walden an den Folgen einer Operation wegen Gallensteinen.